# MX Весов
MX Весов (лат. MX Librae) — одиночная переменная звезда в созвездии Весов на расстоянии (вычисленном из значения параллакса) приблизительно 13083 световых лет (около 4011 парсеков) от Солнца. Видимая звёздная величина звезды — от +18,3m до +17,2m.

## Характеристики
MX Весов — пульсирующая переменная звезда типа RR Лиры (RRAB).